# St. Mariä Himmelfahrt (Bad Frankenhausen)

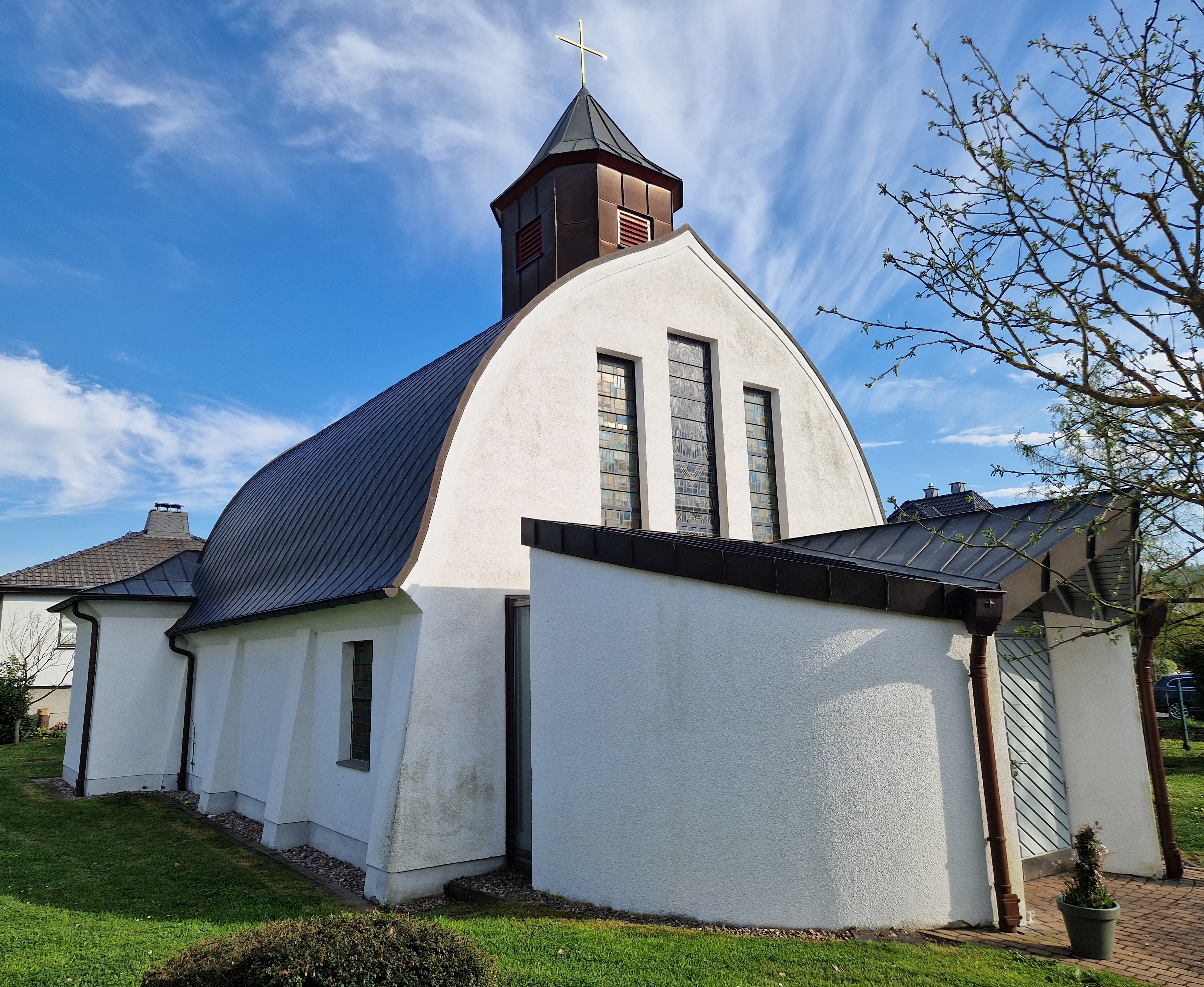
St. Mariä Himmelfahrt

Die römisch-katholische Filialkirche St. Mariä Himmelfahrt steht in Bad Frankenhausen im thüringischen Kyffhäuserkreis. Sie ist Filialkirche der Pfarrei St. Franziskus Sömmerda im Dekanat Nordhausen des Bistums Erfurt. Sie trägt das Patrozinium Mariä Himmelfahrt.

## Geschichte
Um 1864 waren im Landratsamtsbezirk Frankenhausen nur 0,06 % der Bevölkerung katholisch. In den folgenden Jahrzehnten stieg durch Zuzug, unter anderem von Dozenten und Studierenden des neugegründeten „Kyffhäuser-Technikums“ in Frankenhausen, die Zahl der Katholiken an. Mit dem Bau der katholischen Kirchen St. Bonifatius in Artern und St. Elisabeth in Sondershausen zu Beginn des 20. Jahrhunderts erhielten sie dort die Möglichkeit Gottesdienste zu besuchen. Bis 1926 war die Anzahl an Katholiken so stark gestiegen, dass die Gemeinde mit Zustimmung des Stadtrates und des Direktors in einem Saal des „Kyffhäuser-Technikums“, erstmals am 6. Juni 1926 eine Heilige Messe feiern konnte. Ab diesem Zeitpunkt fanden regelmäßig alle zwei Wochen Gottesdienste im „Kyffhäuser-Technikum“ statt. Am 20. August 1926 gründeten die katholischen Studierenden des „Kyffhäuser-Technikums“ die „Katholisch Technische Verbindung Winfridia“. Die Gemeinde erwarb in den folgenden Jahren ein Grundstück zum Bau einer Kirche. Die Grundsteinlegung erfolgte am 26. Oktober 1930, die Benediktion wurde am 12. Dezember vollzogen und die Kirchweihe am 21. Dezember 1930 gefeiert. 1935 wurde Bad Frankenhausen eine Pfarrkuratie der Pfarrei Sondershausen.

## Architektur
Der Entwurf für die Kirche stammte vom Diözesanbauberater des Bistums Paderborn Max Sonnen. Ähnlich konzipierte Kirchen wurden auch in anderen Orten der Diaspora gebaut, zum Beispiel St. Mariä Himmelfahrt in Klütz.